# Meltdown (Travis Scott)
Meltdown è un singolo del rapper statunitense Travis Scott, pubblicato il 2 agosto 2023 come terzo estratto dal quarto album in studio di Scott Utopia.

## Descrizione
Il brano vede la collaborazione del rapper americano-canadese Drake ed è stato scritto dai due artisti con i produttori Boi-1da, Vinylz, Tay Keith, BNYX e Scotty Coleman.
Tematicamente la canzone affronta un dissing tra Drake sia verso il rapper e produttore discografico Pharrell Williams, che verso il rapper Pusha T. Nel brano Williams è stato preso di mira a causa della sua recente posizione di direttore creativo di Louis Vuitton, precedentemente ricoperta dal defunto Virgil Abloh, un amico di Drake. Ha anche affrontato lo stretto legame di Pusha T con Williams, citando Pusha T per esserersi espresso contro Jim Jones, uno stretto collaboratore e estimatore di Drake, durante una sfilata di moda tenuta da Williams nel giugno 2023 per Luis Vuitton. Un altro riferimento del brano include una causa legale avviata da Vogue dopo che Drake e 21 Savage hanno pubblicato una falsa copertina della rivista per promuovere il loro album Her Loss del 2022. Allo stesso modo Scott fa riferimento al personaggio immaginario Willy Wonka durante uno dei suoi versi, per citare indirettamente l'attore Timothée Chalamet, che dovrebbe interpretare Wonka nel film diretto da Paul King Wonka, in quanto al momento della sua registrazione stava frequentando Kylie Jenner, ex compagna del rapper e madre dei loro due figli Stormi Webster e Aire.

## Tracce
Testi e musiche di Travis Scott, Aubrey Graham, Matthew Samuels, Anderson Hernandez, Brytavious Chambers, Benjamin Saint-Fort e Scotty Coleman.
1. Meltdown – 4:06

## Successo commerciale
Negli Stati Uniti Meltdown ha esordito alla terza posizione della Billboard Hot 100, diventando il 13° singolo di Scott nella top ten, in contemporanea con la traccia Fe!n di Utopia. Il brano ha debuttato anche alla prima posizione della Hot R&B/Hip-Hop Songs, diventando il 6° numero uno di Scott e il 28° di Drake.
In Canada il brano ha esordito alla prima posizione della Canadian Hot 100, diventando il quarto brano di Scott a esordire direttamente alla prima posizione della classifica e il 12° di Drake nella sua carriera. Nel Regno Unito Meltdown ha esordito al numero dieci della Official Singles Chart, diventando la più alta nuova entrata della settimana e la quinta canzone di Scott ad apparire tra le prime dieci posizioni della classifica.

## Classifiche

### Classifiche settimanali
| Classifica (2023) | Posizione massima |
| ----------------- | ----------------- |
| Australia         | 8                 |
| Austria           | 8                 |
| Canada            | 1                 |
| Croazia           | 24                |
| Danimarca         | 17                |
| Francia           | 21                |
| India             | 12                |
| Islanda           | 4                 |
| Israele           | 50                |
| Italia            | 30                |
| Lettonia          | 2                 |
| Lituania          | 13                |
| Lussemburgo       | 4                 |
| Norvegia          | 13                |
| Nuova Zelanda     | 4                 |
| Polonia           | 13                |
| Portogallo        | 12                |
| Regno Unito       | 10                |
| Stati Uniti       | 3                 |
| Sudafrica         | 2                 |
| Svizzera          | 2                 |
| Ungheria          | 17                |

### Classifiche di fine anno
| Classifica (2023) | Posizione |
| ----------------- | --------- |
| Canada            | 69        |
| Stati Uniti       | 97        |